# Frosinone
Pour les articles homonymes, voir Frosinone (homonymie).
Frosinone est une ville italienne de 43 353 habitants située dans la province du même nom dans la région du Latium en Italie centrale.
Elle se trouve à 70 km au sud-est de Rome, sur l'axe  autoroutier Rome-Naples (autoroute italienne A1), ce qui a progressivement mené à la création d'un petit bassin industriel dans ses environs.

## Géographie
Bien qu'historiquement moins importante que les autres villes de la région, Frosinone est la ville principale (selon le nombre d'habitants) de la Vallée Latine, une région géographique et historique italienne qui s'étend du sud de Rome à Cassino.

## Histoire
Centre volsque, population osco-ombrienne, la ville est conquise par les Romains et fait partie du Latium adiectum. Au Moyen Âge, elle fait partie des États pontificaux, et est annexée au royaume d'Italie avec la conquête de Rome en 1870.

## Économie
- Base d'hélicoptères de l'armée italienne.

## Culture
Dans la ville, il y a un musée archéologique avec des découvertes de l'époque pré-romaine et romaine.

## Monuments et patrimoine
- Cathédrale de Frosinone

## Administration
| Période                                  | Période          | Identité             | Étiquette   | Qualité    |
| ---------------------------------------- | ---------------- | -------------------- | ----------- | ---------- |
| 1944                                     | 1944             | Domenico Marzi       | PCI         |            |
| 1944                                     | 1945             | Giacomo De Palma     | DC          |            |
| 1945                                     | 1946             | Luigi Valchera       | PSI         |            |
| 1946                                     | 1972             | Paolo Pesci          | DC          |            |
| 1972                                     | 1986             | Paolo Pesci          | DC          |            |
| 1988                                     | 1989             | Dante Schietroma     | PSDI        |            |
| 1989                                     | 1990             | Giuseppe Marsiano    | DC          |            |
| 7 mai 1995                               | 23 décembre 1997 | Paolo Fanelli        | FI          |            |
| 8 juin 1998                              | 29 mai 2007      | Domenico Marzi       | DS          |            |
| 29 mai 2007                              | 23 mai 2012      | Michele Marini       | PD          |            |
| 23 mai 2012                              | 29 juin 2022     | Nicola Ottaviani     | PdL puis FI |            |
| 29 juin 2022                             | En cours         | Riccardo Mastrangeli | FI          | Pharmacien |
| Les données manquantes sont à compléter. |                  |                      |             |            |

### Hameaux
Colle Cottorino, Mad. della Neve, Cavoni, Stazione, Maniano

### Communes limitrophes
Alatri, Arnara, Ceccano, Ferentino, Patrica, Supino, Torrice, Veroli

## Personnalités liées à la ville
- Marie Thérèse Spinelli (1789-1850) fondatrice des augustines servantes de Jésus et Marie, morte à Frosinone.
- Carlo Ludovico Bragaglia (1894-1998), réalisateur italien né à Frosinone.
- Giuseppe Bonaviri, écrivain, né à Mineo en 1924, s'établit en 1958 à Frosinone pour y exercer la médecine ; il y meurt en 2009.
- Gian Carlo Riccardi (1933-2015), artiste, peintre, directeur de théâtre, sculpteur et écrivain, né et mort à Frosinone ;
- Gianluca Masi (1972), astronome né à Frosinone.